# Trolejbusy w Berlinie
Trolejbusy w Berlinie – dwa systemy trolejbusowe działające w przeszłości na terenie dzisiejszego Berlina.

## System z lat 1951–1973
System funkcjonował w latach 1951–1973 i obejmował okręgi administracyjne Mitte, Friedrichshain, Prenzlauer Berg i Lichtenberg. Operatorem systemu było Berliner Verkehrs-Betriebe, a dokładniej jego wschodni oddział BVG-Ost.

### Historia
1 sierpnia 1951 r., z okazji 3. Światowego Festiwalu Młodzieży i Studentów, przedsiębiorstwo BVG-Ost otworzyło, po trzech miesiącach budowy, pierwszą linię trolejbusową na terenie wschodniego Berlina. Linia O40 o trasie Ostbahnhof – Robert-Koch-Platz zastąpiła uruchomioną po II wojnie światowej linię autobusową A40. Trasa linii O40 w dużej mierze pokrywała się ze zlikwidowaną linią tramwajową nr 1.
Drugą linię, O30, zbudowano między styczniem 1953 r. a kwietniem 1954 r. Zastąpiła ona zamknięte linie tramwajowe nr 14 (Bersarinplatz – Loeperplatz) i nr 65 (Spittelmarkt – Loeperplatz). Pierwszy odcinek jej trasy (Loeperplatz – Bahnhof Lichtenberg) oznaczono początkowo jako O14 i uruchomiono 15 stycznia 1953 r. 27 marca tego samego roku linia otrzymała oznaczenie O30 i została przedłużona do Ostbahnhof. 2 września 1953 r. dokonano kolejnego przedłużenia, tym razem do skrzyżowania Grunerstraße i Klosterstraße. 29 kwietnia 1954 r. linię przedłużono przez Alexanderplatz, Greifswalder Straße, Dimitroffstraße (dziś: Danziger Straße), Leninallee (dziś: Landsberger Allee) i Forckenbeckplatz do Loeperplatz.
1 listopada 1956 r. zelektryfikowano linie autobusowe A41 (Leninallee/Dimitroffstraße – Bürknersfelde) i A37 (Bf Lichtenberg – Marzahn, Kirche), przy czym tę ostatnią wydłużono do Bürknersfelde. Do celów przejazdów technicznych powstała jednokierunkowa trasa na Siegfriedstraße między Herzbergstraße i Landsberger Chaussee (dziś: Landsberger Allee). System trolejbusowy osiągnął tym samym swoją największą długość: 45,5 km. Obie linie połączono 1 sierpnia 1960 r. w linię O37.
Linia O37 miała w swoim przebiegu cztery przejazdy kolejowo-drogowe. Poczynając od Leninallee krzyżowała się najpierw z Industriebahn Tegel–Friedrichsfelde i Berliner Außenring oraz z Wriezener Bahn. Czwarte skrzyżowanie z torami kolejowymi znajdowało się na Oberfeldstraße w Biesdorfie i prowadziło ponad Ostbahnem. Nocą trolejbusy linii O37 kursowały odcinkiem technicznym na Siegfriedstraße jako jednokierunkowa linia okrężna.
Do lat 60. XX wieku BVG planowało budowę nowych linii trolejbusowych do wschodniej części okręgu Lichtenberg oraz do okręgu Köpenick. Zakładano zastąpienie trolejbusami linii tramwajowych nr 83 (Bf Mahlsdorf – Wendenschloß) i nr 84 (Wasserwerk Friedrichshagen – Altglienicke) oraz autobusowych A27 (Bf Kaulsdorf – Müggelheim), A36 (Bf Grünau – Diepensee), A38 (Bf Grünau–Waltersdorf) i A44 (Bf Mahlsdorf – Hönow). Rozważano włączenie do planu konwersji linii autobusowych A8 (U-Bf Friedrichsfelde – Waldesruh) i A43 (U-Bf Friedrichsfelde – Bürknersfelde). Podczas gdy plany związane z rozbudową sieci w Köpenick zarzucono z powodu złego stanu ulic i konieczności wymiany taboru, plany konwersji niektórych linii autobusowych pozostawały w mocy do połowy lat 60. XX w.
Zakrojone na szeroką skalę przebudowy śródmieścia wschodniego Berlina sprawiły, że w 1964 r. linia O30 została skrócona. 25 kwietnia 1964 r. trasa linii między Küstriner Platz (dziś: Franz-Mehring-Platz) a Klosterstraße została przerwana z powodu budowy nowych osiedli mieszkaniowych i zmiany przebiegu ulic. W związku z tym linię O3O skierowano do Ostbahnhof. 27 września 1966 r. zlikwidowano trakcję trolejbusową między Klosterstraße i Königstor z powodu przebudowy Alexanderplatzu.
Przyczyną likwidacji trolejbusów we wschodnim Berlinie była decyzja dotycząca wprowadzenia do eksploatacji w mieście autobusów produkcji węgierskiej fabryki Ikarus. 1 lipca 1972 r. wycofano trolejbusy z odcinka od Leninallee/Dimitroffstraße do Bürknersfelde. 1 grudnia 1972 r. zamknięto linię O40, a na początku 1973 r. linię O30. Ostatnią linię, O37, zlikwidowano 31 stycznia 1973 r.

### Tabor

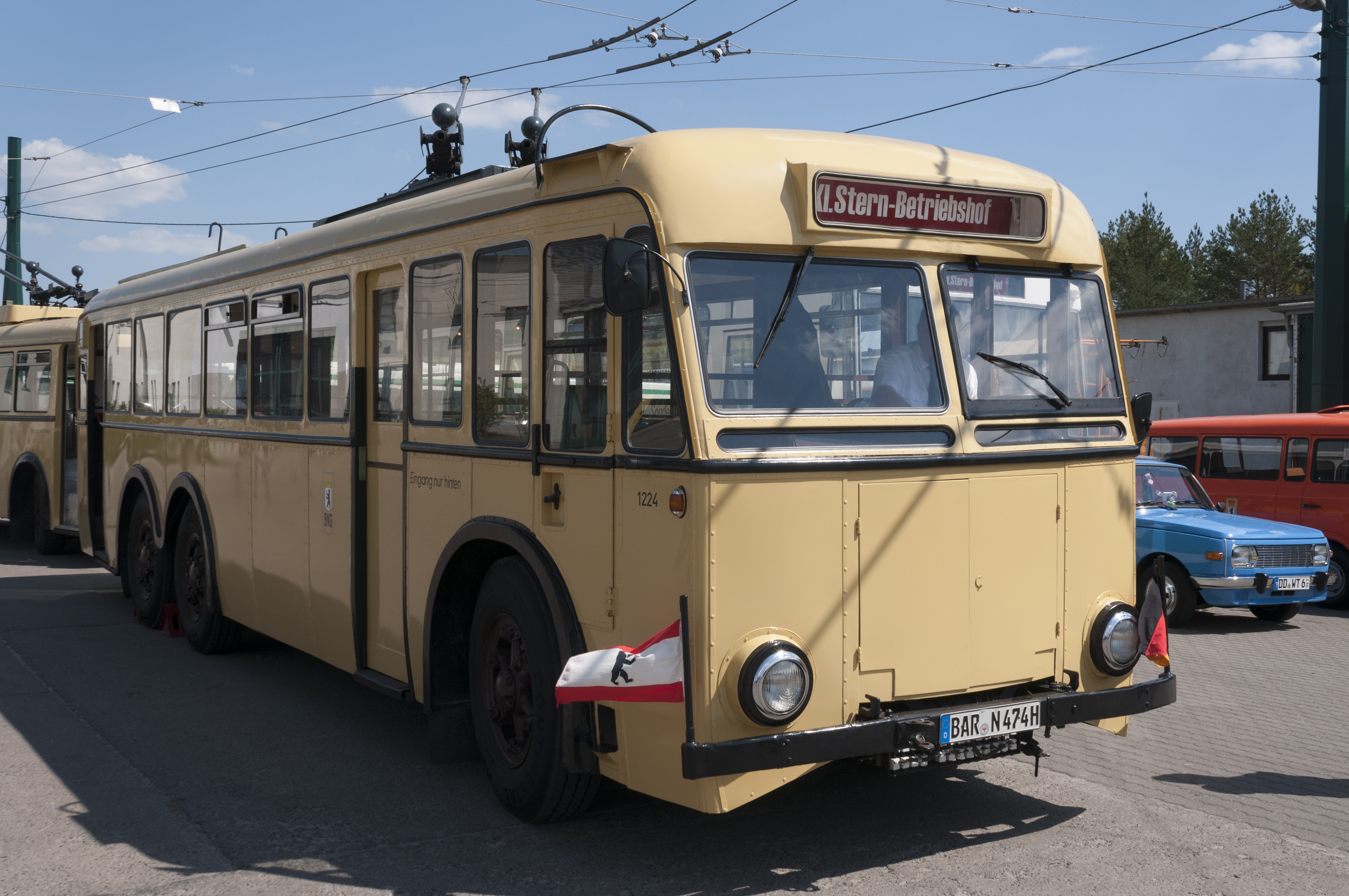
Trolejbus nr 1224 w Eberswalde

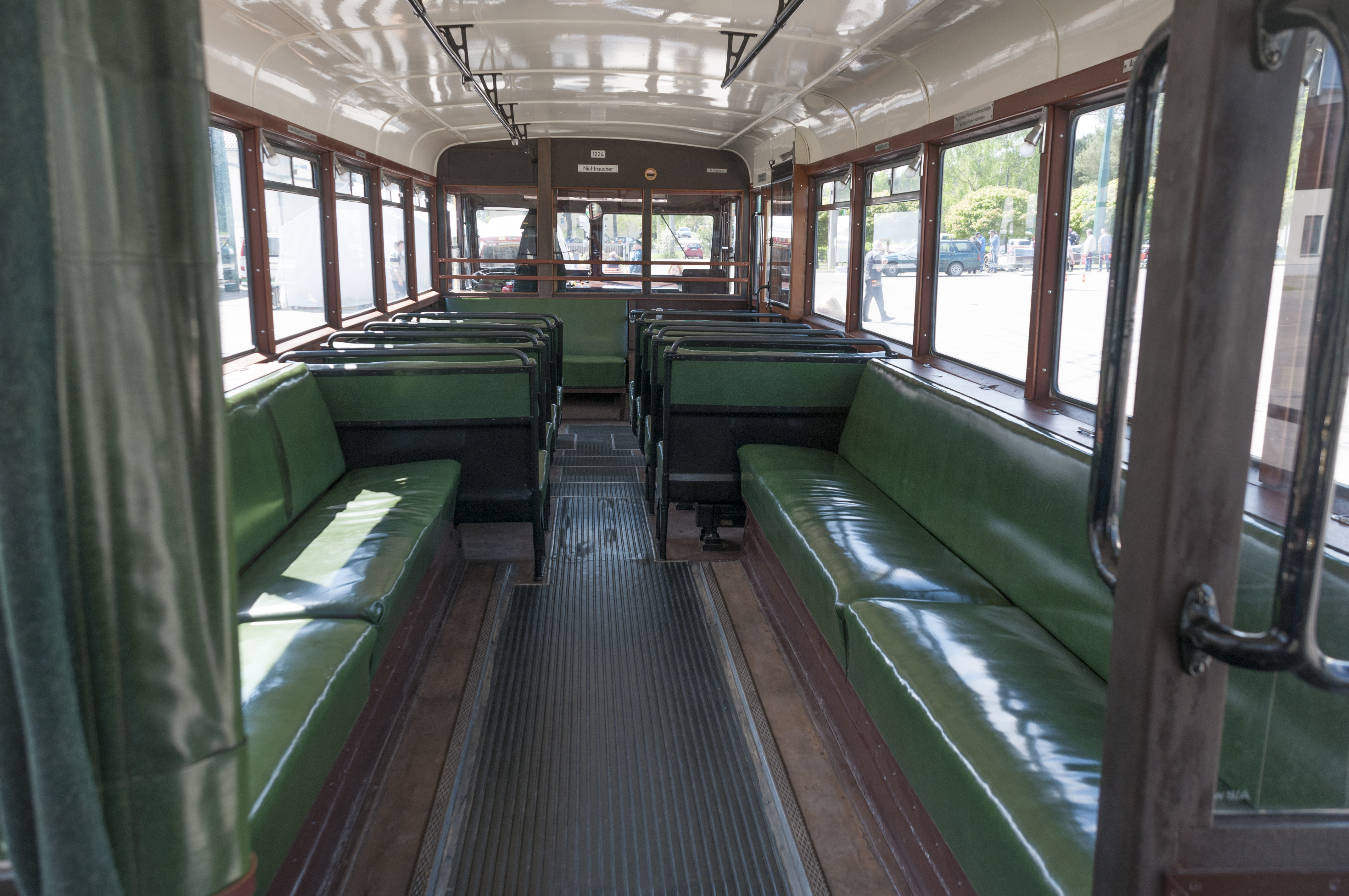
Wnętrze trolejbusu nr 1224

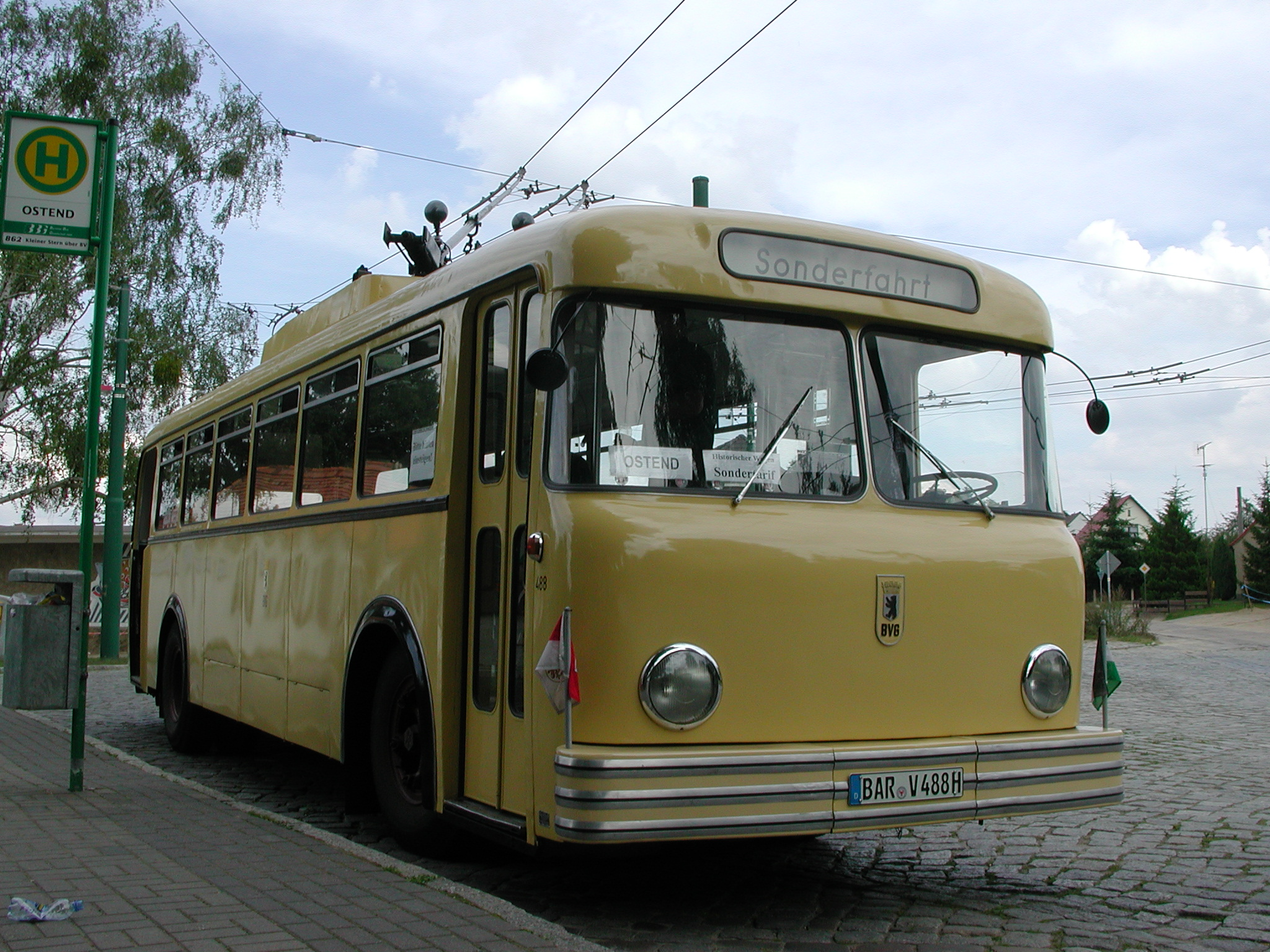
Trolejbus nr 488 w Eberswalde

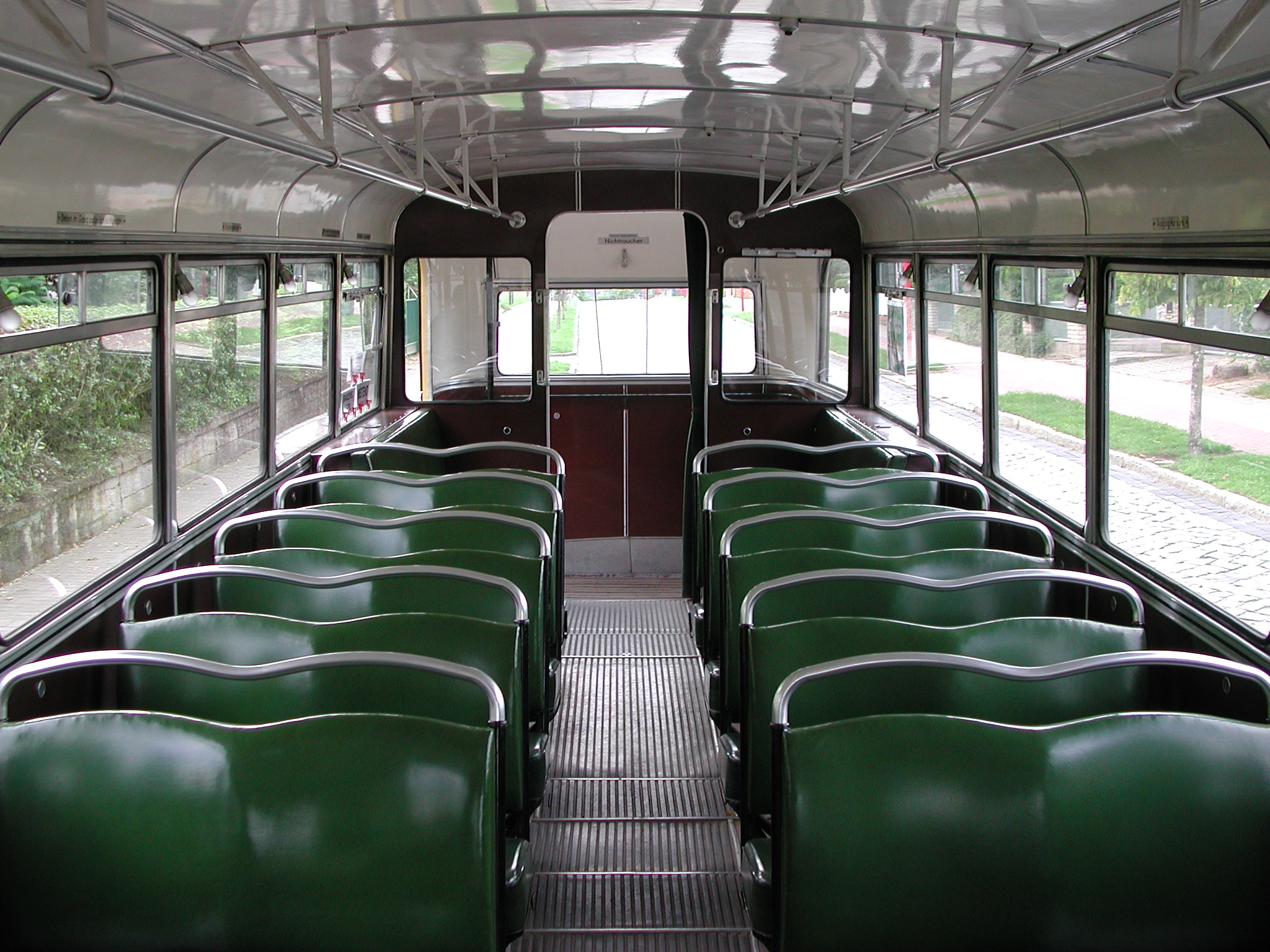
Wnętrze trolejbusu nr 488

Pierwszych pięć trolejbusów było typu LOWA W601; pozostawały one w eksploatacji do 1965 r. Do 1956 r. dostarczano trolejbusy typów W602 i W602a. Przyczepy typu W700 także pochodziły z zakładów LOWA. W 1959 r. dostarczono z Eberswalde po jednym trolejbusie typów W602 i W602a oraz dwie przyczepy W700.
Osobliwością berlińskiego systemu trolejbusowego był trolejbusowy pojazd członowy typu ES6. Składał się on z ciągnika z kabiną kierowcy oraz dołączanej do niego dwupokładowej naczepy. Eksploatowany był do połowy lat 60. XX wieku na linii O40.
Trolejbusy typu W601 wycofano z eksploatacji w 1965 r. i zastąpiono 6 trolejbusami typu Škoda 9Tr. W 1966 r. Berlin otrzymał jeszcze 11 trolejbusów tego typu.
Po likwidacji systemu trolejbusy LOWA odstawiono i przerobiono na magazyny. Trolejbusy Škoda przekazano do Eberswalde i Poczdamu.
Do celów muzealnych zachowano trolejbus nr 1520 i przyczepę nr 120. Trolejbus nr 1520 eksploatowano do 1972 r., a następnie do 1989 r. użytkowano w Birkholzaue jako kurnik. Przyczepa nr 120 po odstawieniu służyła do 1988 r. jako magazyn jednej z pralni w Malchow.
| Lata produkcji | Producent | Typ   | Liczba | Numery    | Uwagi                                                                    |
| -------------- | --------- | ----- | ------ | --------- | ------------------------------------------------------------------------ |
| 1951           | LOWA, LEW | W601  | 5      | 1501–1505 | wycofany w 1965 r.                                                       |
| 1952–1954      | LOWA      | W602  | 24     | 1506–1529 | 1506, 1509, 1521 wycofane przed 1971 r.; 1520 zachowany jako historyczny |
| 1955           | LOWA, LEW | ES6   | 1      | 2001/201  | piętrowy trolejbus z naczepą, wycofany w 1967 r.                         |
| 1956           | LOWA      | W602a | 17     | 1530–1546 | 1533 wycofany przed 1971 r.                                              |
| 1956           | LOWA      | W602a | 1      | 1547      | 1959 ex Eberswalde 4III, wycofany w 1971 r.                              |
| 1952           | LOWA      | W602  | 1      | 1548      | 1959 ex Eberswalde 9II, wycofany w 1973 r.                               |
| 1964–1966      | Škoda     | 9Tr   | 17     | 1101–1117 | 1003 i 1016 przekazano do Eberswalde                                     |
|                |           |       |        |           |                                                                          |
|                | LOWA      | W700  | 40     | 101–140   | 140 wycofany przed 1971 r.; 120 zachowany jako historyczny               |
| 1951           | LOWA      | W700  | 2      | 141–142   | 1956 ex Eberswalde VII, VIII                                             |

## System z lat 1933–1965
System funkcjonował w latach 1933–1965 i składał się z dwóch niezależnych od siebie części, z których jedna działała na terenie okręgu Spandau, a druga na terenie okręgu Steglitz. Maksymalnie kursowały trzy linie. Operatorem systemu było Berliner Verkehrs-Gesellschaft, od 1938 r. działające pod nazwą Berliner Verkehrs-Betriebe (BVG). Po 1949 r. zarządzanie systemem przejął zachodni oddział przedsiębiorstwa, BVG-West.

### Historia

#### System okręgu Spandau
Przedsiębiorstwo Allgemeine Berliner Omnibus AG (ABOAG) uruchomiło w 1927 r. podmiejską linię autobusową z Hafenplatz w Spandau przez Potsdamer Straße (od 1939: Carl-Schurz-Straße), Klodterstraße, Hamburger Straße (od 1937: Brunsbütteler Damm), Bahnhofstraße (od 1931: Nennhauser Damm), Delbrückstraße (od 1931: Torweg) do Marktplatz (od 1931: Am Heideberg i Heidebergplan) w Staaken. W styczniu 1928 r. linia otrzymała numer 31 i została włączona w system taryfowy ABOAG. Od maja 1929 r. linia rozpoczynała się na rynku w Spandau, a 2 września 1929 r. do jej oznaczenia – analogicznie do pozostałych linii autobusowych – dodano literę A w celu odróżnienia jej od linii tramwajowych. W 1930 r. linię wydłużono do stacji metra Ruhleben, a w 1931 r. do głównego dworca w Spandau.
W 1933 r. BVG postanowiło wprowadzić w Berlinie trolejbusy. W celu zdobycia pierwszych doświadczeń z tym środkiem transportu przedsiębiorstwo zdecydowało o elektryfikacji linii autobusowej A31, gdyż ta przebiegała nie tylko po terenach miejskich, ale i podmiejskich i wymagała bardziej skomplikowanych urządzeń trakcyjnych. Jako miejsce garażowania trolejbusów wybrano zajezdnię tramwajową Spandau. Rozwieszono sieć trakcyjną dla obu kierunków ruchu. Zasilanie sieci na terenie Spandau zapewniała tramwajowa podstacja prostownikowa Spandau, a dla potrzeb zasilania sieci na odcinku podmiejskim do Staaken BVG zbudowało nową podstację w Neu-Staaken. Napięcie sieci było równe 550 V DC. Osobliwością sieci trolejbusowej na terenie Spandau była trasa techniczna z Klosterstraße do zajezdni Spandau. Trolejbusy i tramwaje współdzieliły na tym odcinku sieć zasilającą. Tramwajowy przewód trakcyjny służył jako biegun dodatni, a dodatkowy przewód jako biegun ujemny. Takie rozwiązanie konstrukcyjne nie pozwalało jednak na mijanie się trolejbusów.
W wigilię 1933 r. uroczyście otwarto ruch na linii 3 trolejbusami. Nie dokonano zmian w oznaczeniu linii, mimo że nie była to już linia autobusowa. Trasa linii aż do 12 kwietnia 1945 r. pozostała niezmieniona. Na początku wojny dochodziło jednak wielokrotnie do tymczasowego zastępowania trolejbusów autobusami. W czasie wojny zniszczeniu uległa zajezdnia Spandau wraz z 4 trolejbusami, a sieć trakcyjna została zdekompletowana. Po zakończeniu wojny przez pewien czas linię obsługiwali prywatni przewoźnicy na zlecenie BVG.
W 1949 r. BVG rozpoczęło rozwieszanie nowej sieci trakcyjnej. Zrezygnowano z odbudowy trasy na Carl-Schurz-Straße i rynku, prowadząc nowe przewody przez Stabholzgarten. 1 sierpnia 1949 r. na linię po raz pierwszy po wojnie wyjechały trolejbusy. Na potrzeby garażowania trolejbusów BVG wynajęło od fabryki Orenstein & Koppel jedną z jej hal.
Zachodnią część Staaken włączono po 1951 r. do okręgu Mitte. Już 1 czerwca 1952 r. zachodnia część Staaken przeszła pod administrację miasta Falkensee. W ten sposób znalazła się ona w radzieckiej strefie okupacyjnej, a granica między częścią wschodnią i zachodnią przebiegała wzdłuż ulicy Nennhauser Damm. W połowie grudnia 1952 r. przebieg granicy zmieniono w taki sposób, że przejazd wspomnianą ulicą w obu kierunkach nie był dłużej możliwy. 15 grudnia 1952 r. BVG-West skróciło linię do hali postojowej przy Brunsbütteler Damm, a na pozostałym odcinku wprowadzono autobusową komunikację zastępczą o nieco zmienionej trasie. Trzy dni później trolejbusy przestały kursować i zostały w pełni zastąpione autobusami. Hala postojowa wróciła do Orenstein & Koppel, trolejbusy przekazano dla systemu w okręgu Steglitz.

#### System okręgu Steglitz
Drugą linię trolejbusową BVG uruchomiło 4 lipca 1935 r. Powstała ona w wyniku elektryfikacji i wydłużenia linii A32 z dworca Marienfelde przez dotychczasowy przystanek końcowy przy dworcu Steglitz do stacji metra Breitenbachplatz. Trolejbusy obsługujące tę linię stacjonowały w zajezdni tramwajowej Steglitz przy Hindenburgdamm.
23 kwietnia 1942 r. zelektryfikowano linię A97 z dworca Steglitz do Mariendorf, Kaiserstraße.
W lipcu 1944 r. wskutek uszkodzenia mostu Siemensa linia A32 zmieniła trasę. Zbudowano jednokierunkową trasę objazdową przez Stindestraße i most Hannemanna. 23 stycznia 1945 r. BVG zawiesiło linię A97, a A32 11 kwietnia 1945 r.
Wznowienie ruchu na linii A97 nastąpiło 10 maja 1948 r. Od 20 lipca 1948 r. do 5 czerwca 1949 r. w związku z blokadą Berlina wprowadzono limity korzystania z energii elektrycznej: w tym czasie linię obsługiwały autobusy zastępcze. Linia A32 została ponownie uruchomiona 4 lipca 1949 r. na pierwotnej trasie. Linię A97 przemianowano 2 stycznia 1951 r. na A33.
Po odbudowie mostu Siemensa przywrócono wcześniejszą trasę linii A32 przez Stindestraße i Hannemannbrücke. Od 7 sierpnia 1956 r. do 16 sierpnia 1960 r. trolejbusy jeszcze raz korzystały z trasy objazdowej.
Budowa autostrady A103 na terenie Steglitz doprowadziła na początku lat 60. XX w. do rezygnacji z utrzymywania trolejbusów. 1 sierpnia 1961 r. zmieniono trasę wiodącą do zajezdni Steglitz przy Hindenburgdamm. Trolejbusy z pętli przy dworcu Steglitz przestały kursować przez Kuhligkshofstraße, a zaczęły przez Schloßstraße. 16 października 1961 r. BVG zlikwidowało linię A33. Kilka tygodni przed likwidacją linię obsługiwano dodatkowo autobusami.
Linia A32 została zlikwidowana 22 marca 1965 r. jako ostatnia.

### Tabor

#### Silnikowy
Dla obydwu części systemu BVG zamówiło pojazdy różnych producentów. Do około 1938 r. numeracja odpowiadała miejscu eksploatacji, potem natomiast zależna była od producenta podwozia. Wszystkie trolejbusy miały stalowe nadwozia i przypominały konstrukcyjnie autobusy kursujące wówczas po Berlinie.
Najstarsze trolejbusy linii nr A31 w Spandau dostarczyło AEG; otrzymały one numery od 1001 do 1003. Podwozia pochodziły z fabryki Büssing, nadwozia z zakładów Christoph & Unmack. Trolejbus nr 1003 został zniszczony w czasie II wojny światowej, a trolejbusy nr 1001 i 1002 otrzymały w 1952 r. nowe podwozia Henschel i nowe numery 1304 i 1305.
Dla systemu w Steglitz zakupiono trzy trolejbusy (1101–1103) z podwoziami MAN; wszystkie zostały zniszczone w czasie II wojny światowej. Później zakupiono jeszcze dwa trolejbusy nr 1104 i 1105. Trolejbus nr 1104 przypominał trzy wcześniejsze, trolejbus nr 1105 pochodził z fabryki Daimler-Benz. W 1936 r. do taboru dołączył jeszcze trolejbus nr 1106.
Trolejbus nr 1105 przenumerowano w 1938 r. na 1201. W tym samym czasie dostarczono podobne trolejbusy o numerach 1202 i 1203. Podczas gdy 1201 i 1202 były do siebie zbliżone pod względem technicznym, wyposażenie elektryczne 1203 było produkcji AEG.
Dla potrzeb elektryfikacji linii A97 w 1941 r. dostarczono 8 trolejbusów Daimler-Benz, które były rozwinięciem konstrukcyjnym egzemplarzy z 1938 r. Eksploatowano je do 1963 r. 1204 oprócz hamulca pneumatycznego posiadał także hamulec elektryczny.
W 1943 r. Henschel dostarczył trzy trolejbusy (1301–1303), w 1944 r. dostarczono natomiast trzy trolejbusy (1401–1403) włoskiej fabryki Alfa Romeo. Trolejbus nr 1403 prawdopodobnie nigdy nie wszedł do ruchu liniowego i służył przede wszystkim jako dawca części.
Kolejnych 15 trolejbusów produkcji Daimler-Benz (SSW-DB 45/47) zamówiono w czasie wojny, ale dotarły one do miasta dopiero w 1945 r. Wyposażenie elektryczne pierwszych 6 egzemplarzy pochodziło z zakładów AEG, a pozostałych z SSW. Ponieważ SSW nie mógł dostarczyć wystarczającej liczby silników, we wszystkich trolejbusach poza 1218 i 1224 zamontowano silniki AEG. Ostatnie trolejbusy tego typu pozostały w eksploatacji do 1965 r. Trolejbus nr 1224 zachowano jako pojazd historyczny.
Najmłodsza seria trolejbusów pojawiła się w Berlinie w 1956 r. Trolejbusy miały nadwozia samonośne. Osie wyprodukował Henschel, wyposażenie elektryczne AEG, nadwozia natomiast Gaubschat. Tylna oś trolejbusu nr 484 pochodziła z fabryki Büssing. Wszystkie egzemplarze kursowały do 1965 r. Trolejbus nr 488 zachowano jako pojazd historyczny.

#### Doczepny
BVG zamówiło w 1941 r. w zakładach Gaubschat 5 przyczep, w Berlinie nazywanych doczepami, na potrzeby obsługi linii w Steglitz. Trolejbusy o numerach od 1200 wzwyż i od 1300 wzwyż otrzymały sprzęgi. W 1943 r. dostarczono jeszcze 10 przyczep. Przyczepy miały drzwi na końcu nadwozia, a wewnątrz 34 miejsca siedzące i 10 stojących. Wszystkie przyczepy uległy zniszczeniu w czasie wojny.
W latach 1947–1949 Gaubschat dostarczył 8 nowych przyczep z wejściem pośrodku. Dwie przyczepy przekazano w 1949 r. prawdopodobnie wschodniemu oddziałowi BVG, BVG-Ost, gdzie kursowały w składach z autobusami. BVG-West odstawiło pozostałe przyczepy w 1951 r. na rozkaz policji, a następnie je sprzedało.

#### Przegląd
| Numery    | Rok produkcji | Podwozie     | Nadwozie     | Elektryka                       | Moc (w kW)                             | Miejsca siedzące | Miejsca stojące | Koniec eksploatacji | Uwagi                                                 |
| --------- | ------------- | ------------ | ------------ | ------------------------------- | -------------------------------------- | ---------------- | --------------- | ------------------- | ----------------------------------------------------- |
| 1001–1003 | 1933          | Büssing      | C&U          | AEG                             | 2 × 41                                 | 40               | 30              |                     | 1003 zniszczony w czasie wojny                        |
| 1004      | 1936          | –            | Uerdingen    | BBC                             | 2 × 42,5                               | 36               | 29              | 1959                | ex 1106; nadwozie samonośne                           |
| 1101–1104 | 1934–1935     | MAN          | MAN          | SSW                             | 2 × 45                                 | 36               | 29              | 1957                | 1101–1103 zniszczone w czasie wojny                   |
| 1201–1203 | 1935–1938     | Daimler-Benz | Daimler-Benz | BBC (1201+1202) AEG (1203)      | 2 × 42,5 (1201+1202) 2 × 50 (1203)     | 36               | 29              | 1957                | 1201 ex 1105                                          |
| 1204–1211 | 1941          | Daimler-Benz | Daimler-Benz | AEG                             | 2 × 50                                 | 36               | 29              | do 1963             |                                                       |
| 1212–1226 | 1945–1947     | Daimler-Benz | Schumann     | AEG (1212–1217) SSW (1217–1226) | 2 × 45 (1218, 1224) 2 × 50 (pozostałe) | 38               | 24              | do 1965             | 1219–1223, 1225+1226 z silnikiem AEG                  |
| 1301–1303 | 1943          | Henschel     | Schumann     | AEG                             | 2 × 50                                 | 37               | 28              | do 1963             |                                                       |
| 1304–1305 | 1952          | Henschel     | C&U          | AEG                             | 2 × 50                                 | 38               | 32              | 1964                |                                                       |
| 1401–1403 | 1943          | Alfa Romeo   | Alfa Romeo   | BBC                             |                                        | 28               | 47              | 1945                | 1403 nie wszedł do eksploatacji                       |
| 484–490   | 1956–1957     | –            | Gaubschat    | AEG                             | 2 × 50                                 | 34               | 35              | 1965                | 484 ex 1306; 488 historyczny                          |
| Numery    | Rok produkcji | Producent    | Producent    | Producent                       | Producent                              | Miejsca siedzące | Miejsca stojące | Koniec eksploatacji | Uwagi                                                 |
| 0B 1–B 50 | 1941          | Gaubschat    | Gaubschat    | Gaubschat                       | Gaubschat                              | 34               | 10              |                     | zniszczony w czasie wojny                             |
| 0B 6–B 15 | 1943          | Gaubschat    | Gaubschat    | Gaubschat                       | Gaubschat                              | 34               | 10              |                     | zniszczony w czasie wojny                             |
| B 16–B 23 | 1947–1949     | Gaubschat    | Gaubschat    | Gaubschat                       | Gaubschat                              | 30               | 20              | 1951                | B 16, B 17 w 1949 r. sprzedane prawdopodobnie BVG-Ost |